# Levensboom (Bijbel)

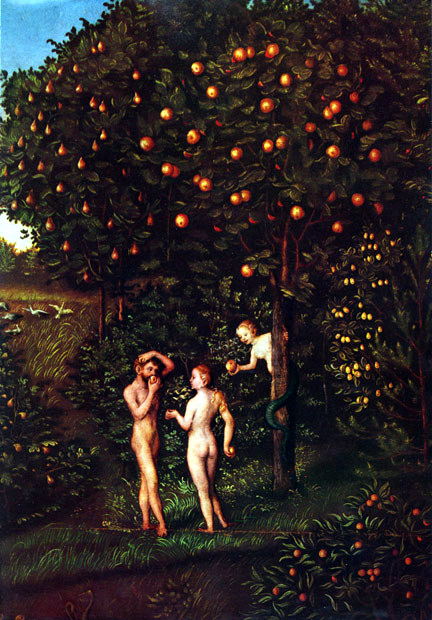
De levensboom (links op de achtergrond) en de boom van de kennis van goed en kwaad op het schilderij De val van de mens (Lucas Cranach sr., 16e eeuw)

De levensboom of boom des levens (Hebreeuws: עץ החיים; Etz haChayim) werd volgens de Hebreeuwse Bijbel door God geplant in de Hof van Eden (het Paradijs), samen met de boom van de kennis van goed en kwaad. De vruchten van deze boom gaven eeuwig leven (onsterfelijkheid; Genesis 2:9). Nadat Adam en Eva van de boom van de kennis van goed en kwaad hadden gegeten (de zondeval), werden zij verbannen uit de Hof van Eden om hen ervan te weerhouden om van de vruchten van de levensboom te eten:
Toen dacht God, de HEER: Nu is de mens aan ons gelijk geworden, nu heeft hij kennis van goed en kwaad. Nu wil ik voorkomen dat hij ook vruchten van de levensboom plukt, want als hij die zou eten, zou hij eeuwig leven.— Genesis 3:22

## Spreuken
De 'levensboom' wordt in het Bijbelboek Spreuken meerdere keren in verband met de Wijsheid gebruikt. Als beeld omschrijft het de waarde van de Wijsheid. Wijsheid is een levensboom voor wie haar omhelst (Spreuken 3:18). Een rechtvaardig mens plant een levensboom (Spreuken 11:30). Vervuld verlangen (i.t.t. onvervulde hoop) is een levensboom (Spreuken 13:12). Kalme woorden (i.t.t. een valse tong) zijn een levensboom (Spreuken 15:4). De schrijver van Spreuken lijkt een voorliefde voor het beeld van de levensboom aan de dag te leggen, het wordt echter nergens expliciet verklaard. Het beeld als zodanig bezit voor de schrijver waarschijnlijk voldoende zeggingskracht.

## Christendom
De christelijke Openbaring van Johannes noemt "een nieuwe hemel en een nieuwe aarde", een heilige stad Jeruzalem die vanuit de hemel neerdaalt en waar een rivier ontspringt "met water dat leven geeft". "In het midden van het plein van de stad en aan weerskanten van de rivier stond een levensboom. ... De bladeren van de boom brachten de mensen genezing. Er zal niets meer zijn waarop nog een vloek rust" (Openbaring 21, 22). Het is de omkering van het paradijsverhaal.

## Kabbala
De levensboom wordt in verschillende voorbeelden van de sacrale geometrie weergegeven en vormt een centraal punt in de Kabbala (de mystieke studie van de Thora), waar deze wordt weergegeven als de sefirot.